# Ingenius
Ingenius es una revista científica de la Universidad Politécnica Salesiana de Ecuador, editada desde enero de 2007 con periodicidad fija semestral. 
La revista está dirigida a investigadores, docentes, estudiantes y público en general que trabaja en el desarrollo e innovación de sistemas, productos y procesos. Ingenius publica contribuciones enfocados en la Ingeniería Mecánica, Ingeniería Eléctrica y Electrónica, Ciencias de la Computación y su integración en lo que actualmente se conoce como Mecatrónica, así como áreas afines: Automatización, Domótica, Robótica en sus diferentes ámbitos de acción y todas aquellas disciplinas conexas interdisciplinarmente con la línea temática central.

## Historia
En el año 2007 la Universidad Politécnica Salesiana considerando el aporte científico y tecnológico que la comunidad universitaria realizaba se creó la Revista de Ciencia y Tecnología Ingenius.
Las contribuciones recibidas en los primeros números fueron formando la calidad y rigor científico, en el año 2009 se deja de publicar la revista para alinearse con requerimientos y criterios científicos reconocidos a nivel mundial; en octubre del 2010 se retoma la publicación y progresivamente se van complementando todos los elementos requeridos y solicitados.
Actualmente la revista publica dos números en los meses de enero y junio; se encuentra indizada en Scielo Ecuador, Emerging Sources Citation Index, (ESCI)  de Web of Science,  en el catálogo LATINDEX, Sistema Regional de información en Línea para Revistas Científicas de América Latina, El Caribe, España y Portugal, forma parte del Directory of Open Access Journals-DOAJ, pertenece a la Red Iberoamericana de Innovación y Conocimiento Científico, REDIB, Red de Revistas Científicas de América Latina y el Caribe, España y Portugal, REDALYC, además conforma la Matriz de Información para el Análisis de Revistas, MIAR, también  se encuentra en Scientific Electronic Library Online y está siendo evaluada en mediano plazo para pasar a formar parte de SCOPUS.

## Sistema de revisión.
Todos los artículos cuentan con Digital Object Identifier (DOI) convirtiéndola en una publicación de tipo Open Access con licencia Creative Commons. 
La aceptación de los artículos se realiza bajo la metodología de revisión por pares científicos (peer review) para lo cual cuenta con un equipo editorial y un equipo revisor de reconocimiento mundial.
Todos los artículos están sometidos a un proceso de arbitraje; la evaluación del artículo se hace conforme a criterios de: originalidad, pertinencia, actualidad, aportes, rigurosidad científica y cumplimiento de las normas editoriales establecidas.
EL Consejo Editorial aprueba la publicación de las investigaciones en base al concepto de pares especializados tras 4 semanas de revisión. La recepción de un documento no implica compromiso de publicación.
La revista utiliza un sistema de evaluación por expertos externos. La revista se encuentra indexada en varios índices académicos.